# Stoczek Łukowski (gmina wiejska)
Stoczek Łukowski (do 1954 gmina Prawda) – gmina wiejska w województwie lubelskim, w powiecie łukowskim. W latach 1975–1998 gmina położona była w województwie siedleckim.
Siedziba gminy to Stoczek Łukowski.
Według danych z 30 czerwca 2004 gminę zamieszkiwały 8682 osoby.
Od 1 stycznia 1992 do 31 grudnia 1997 gmina Stoczek Łukowski i miasto Stoczek Łukowski tworzyły wspólną gminę (tzw. miasto-gminę). Zostały połączone w związku z restrukturyzacją podziału administracyjnego w 1992 roku, lecz po 6 latach (1 stycznia 1998) gminy ponownie rozdzielono.

## Ochrona przyrody
Na obszarze gminy częściowo znajduje się rezerwat przyrody Kulak chroniący różnorodne zbiorowiska roślinne ze stanowiskami wielu gatunków roślin chronionych i rzadkich, a w szczególności stanowiska rosiczki długolistnej.

## Struktura powierzchni
Według danych z roku 2002 gmina Stoczek Łukowski ma obszar 173,46 km², w tym:
- użytki rolne: 75%
- użytki leśne: 19%

Gmina stanowi 12,44% powierzchni powiatu.

## Demografia

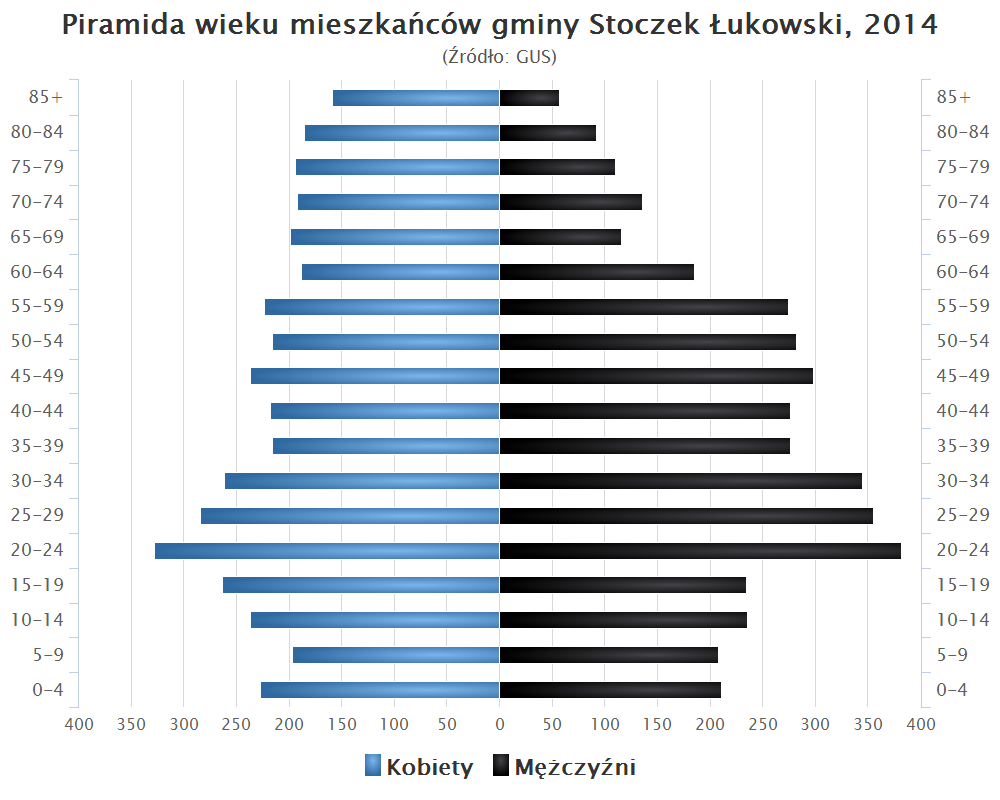
Piramida wieku mieszkańców gminy Stoczek Łukowski w 2014 roku

Dane z 30 czerwca 2004:
| Opis                              | Ogółem | Ogółem | Kobiety | Kobiety | Mężczyźni | Mężczyźni |
| --------------------------------- | ------ | ------ | ------- | ------- | --------- | --------- |
| jednostka                         | osób   | %      | osób    | %       | osób      | %         |
| populacja                         | 8682   | 100    | 4272    | 49,2    | 4410      | 50,8      |
| gęstość zaludnienia (mieszk./km²) | 50,1   | 50,1   | 24,6    | 24,6    | 25,4      | 25,4      |

## Sołectwa
Aleksandrówka, Błażejki-Ruda, Borki, Chrusty, Guzówka, Huta Łukacz, Jagodne, Jamielne, Jamielnik-Kolonia, Januszówka, Jedlanka, Kamionka, Kapice-Celej, Kienkówka, Kisielsk, Łosiniec, Mizary, Nowa Prawda, Nowe Kobiałki, Nowy Jamielnik, Rosy, Róża Podgórna, Stara Prawda, Stara Róża, Stare Kobiałki, Stary Jamielnik, Szyszki, Toczyska, Turzec, Wiśniówka, Wola Kisielska, Wólka Poznańska, Wólka Różańska, Zabiele, Zgórznica.

## Sąsiednie gminy
Borowie, Domanice, Łuków, Miastków Kościelny, Stanin, Stoczek Łukowski (miasto), Wodynie, Wola Mysłowska